# Клетська
Клетська (рос. Клетская) — станиця у Клетському районі Волгоградської області Російської Федерації. Адміністративний центр району.
Населення становить 5323  особи. Входить до складу муніципального утворення Клетське сільське поселення.

## Історія
Станиця розташована у межах українського історичного та культурного регіону Жовтий Клин.
Згідно із законом від 14 лютого 2005 року № 1003-ОД органом місцевого самоврядування є Клетське сільське поселення.

## Населення
| 1959 | 1970  | 1979  | 1989  | 2002  | 2010  |
| ---- | ----- | ----- | ----- | ----- | ----- |
| 3375 | ↗4673 | ↗4796 | ↗5126 | ↗5350 | ↘5323 |